# Direção dos Serviços de Administração e Função Pública
A Direcção dos Serviços de Administração e Função Pública (SAFP) (em chinês:行政公職局), é um serviço público da Região Administrativa Especial de Macau, que está responsável pelo estudo, coordenação e apoio técnico nas áreas do aperfeiçoamento e modernização da Administração Pública e das políticas de trabalhadores dos serviços públicos, bem como assegura a gestão centralizada dos trabalhadores dos serviços públicos.

## História
A Direcção dos Serviços de Administração e Função Pública foi criada em 1 de Dezembro de 1983, nos termos Decreto-Lei n.º 42/83/M de 21 de Novembro, de modo a substituir os Serviços de Administração Civil, as Administrações de Concelho de Macau e das Ilhas e o Posto Administrativo de Coloane, criados de acordo com a Reforma Administrativa Ultramarina de Portugal. O motivo da criação deste serviço público foi transferir e centralizar as competências das entidades da administração ultramarina portuguesa sobre Macau, para este serviço público.

## Legislação Orgânica
- Decreto-Lei n.º 50/97/M[4]
  - Altera a estrutura orgânica da Direcção dos Serviços de Administração e Função Pública. Cria o Fundo Social da Administração Pública de Macau. – Revogações
- Portaria n.º 180/98/M[5]
  - Aprova o Estatuto dos Beneficiários do Sistema de Acção Social Complementar da Função Pública
- Decreto-Lei n.º 32/99/M[6]
  - Altera algumas disposições do Decreto-Lei n.º 50/97/M, de 24 de Novembro de 1997, relativas à Direcção dos Serviços de Administração e Função Pública e ao Fundo Social da Administração Pública de Macau
- Regulamento Administrativo n.º 24/2011[7]
  - Organização e Funcionamento da Direcção dos Serviços de Administração e Função Pública – É revogado o Decreto-Lei n.º 23/94/M, de 9 de Maio, com excepção do artigo 22º

## Atribuições
- Estudar e propor as políticas globais e específicas de reforma da Administração Pública, bem como promover a sua execução, através da definição de orientações ou medidas adequadas;
- Participar na definição das políticas de recursos humanos da Administração Pública da RAEM, coordenando e apoiando a sua aplicação;
- Estudar e desenvolver o planeamento do contingente dos trabalhadores dos serviços públicos da RAEM;
- Coordenar e desenvolver a gestão centralizada dos processos de recrutamento e selecção para ingresso e acesso;
- Estudar, coordenar e desenvolver as políticas de formação e desenvolvimento dos trabalhadores dos serviços públicos;
- Estudar, coordenar e desenvolver as estratégias de relacionamento entre o Governo e os trabalhadores dos serviços públicos ou as associações representativas destes, a gestão centralizada de conciliação e processo disciplinar dos trabalhadores, bem como as políticas de remuneração, regalias e acção social complementar dos trabalhadores;
- Estudar, propor e desenvolver as políticas e regimes relacionados com a aposentação dos trabalhadores dos serviços públicos da RAEM;
- Estudar e propor as medidas para a implementação do regime geral da função pública tendo em vista a sua interpretação e aplicação uniforme e coerente, bem como prestar apoio técnico-jurídico aos serviços e entidades públicas e respectivos trabalhadores;
- Estudar e participar na definição das políticas referentes à gestão, organização e funcionamento dos serviços públicos, bem como à respectiva avaliação do desempenho, coordenando e apoiando a sua aplicação;
- Estudar e propor as políticas linguísticas da Administração Pública, coordenando e apoiando a sua aplicação, assegurar os trabalhos de tradução e interpretação que não estejam cometidos a outros serviços, bem como desenvolver e assegurar o funcionamento de um fundo documental para Administração Pública;
- Estudar e participar na definição das políticas relativas ao Governo Electrónico, coordenando e apoiando a sua aplicação;
- Estudar e propor as políticas e instrumentos que promovam a colaboração entre a Administração e os particulares bem como a aproximação da Administração aos cidadãos e aos utentes dos serviços públicos, coordenando e apoiando a sua aplicação;
- Assegurar o recenseamento e actividades eleitorais de acordo com o previsto na lei;
- Exercer as demais atribuições que lhe sejam legalmente cometidas[1].